# Liste der Talsperren am Nil
Die Liste der Talsperren am Nil enthält Staumauern, Staudämme und große Wehre am Nil und seinen Nebenflüssen.
| Name                                    | Jahr      | Fluss        | Lage                             | Land      | Bemerkung                                     |
| --------------------------------------- | --------- | ------------ | -------------------------------- | --------- | --------------------------------------------- |
| Angereb Reservoir                       | 1986      | Kl. Angereb  | 12° 36′ 57″ N, 37° 29′ 12″ O     | Äthiopien | Wasserversorgung für Gonder                   |
| Chara-Chara-Wehr                        | 1996      | Tanasee      | 11° 37′ 0″ N, 37° 24′ 37″ O      | Äthiopien | Abfluss des Tanasees                          |
| Tana Beles Kraftwerk                    | 2010      | Tanasee      | 11° 52′ 57,4″ N, 37° 0′ 41,6″ O  | Äthiopien | Im Abfluss des Tanasees zum Beles             |
| Staumauer 1243                          | 2010      | Beles        | 11° 39′ 42,7″ N, 36° 41′ 11,8″ O | Äthiopien | Am Beles auf 1243 m ü. d. M.                  |
| Tis Abay I                              | 1964      | Blauer Nil   | 11° 29′ 9,5″ N, 37° 35′ 23,1″ O  | Äthiopien |                                               |
| Tis Abay II                             | 2001      | Blauer Nil   | 11° 29′ 19,5″ N, 37° 35′ 59,6″ O | Äthiopien |                                               |
| Fincha-Kraftwerk                        | 2011      | Fincha       | 9° 33′ 30″ N, 37° 21′ 57,5″ O    | Äthiopien | Inbetriebnahme 2007 (1/2), 2011 (1/2)         |
| Grand Ethiopian Renaissance Dam         | 2018–2020 | Blauer Nil   | 11° 12′ 51″ N, 35° 5′ 35″ O      | Äthiopien | im Bau                                        |
| Roseires-Damm                           | 1966      | Blauer Nil   | 11° 47′ 55″ N, 34° 23′ 15,5″ O   | Sudan     | 1971: Turbinen; 2013: Erhöhung um 10 m        |
| Sannar-Damm                             | 1925      | Blauer Nil   | 13° 32′ 50,3″ N, 33° 38′ 6,9″ O  | Sudan     |                                               |
| Owen-Falls-Damm Nalubaale Power Station | 1954      | Weißer Nil   | 0° 26′ 35,6″ N, 33° 11′ 6″ O     | Uganda    | Im Abfluss des Viktoriasees                   |
| Kiira Power Station                     | 1999      | Weißer Nil   | 0° 27′ 1″ N, 33° 11′ 8″ O        | Uganda    | Im Abfluss des Viktoriasees 200 MW            |
| Bujagali-Damm                           | 2012      | Weißer Nil   | 0° 29′ 52,5″ N, 33° 8′ 13,7″ O   | Uganda    | Erstinbetriebnahme 02.02.2012 250 MW Leistung |
| Isimba Power Station                    | 2019      | Weißer Nil   | 0° 49′ 30″ N, 33° 1′ 48″ O       | Uganda    | Inbetriebnahme am 21.03.2019 183 MW Leistung  |
| Karuma Power Station                    | 2024      | Weißer Nil   | 2° 14′ 35″ N, 32° 14′ 42″ O      | Uganda    | Inbetriebnahme am 12.06.2024 600 MW Leistung  |
| Ayago Power Station                     | 2025      | Weißer Nil   | 2° 21′ 47″ N, 31° 55′ 12″ O      | Uganda    | In Planung 840 MW                             |
| Jebel-Aulia-Damm                        | 1937      | Weißer Nil   | 15° 14′ 18,2″ N, 32° 29′ 4,9″ O  | Sudan     | 1937 Damm mit Schleuse; 2005 Kraftwerk        |
| Tekeze-Talsperre                        | 2009      | Tekeze       | 13° 20′ 40″ N, 38° 44′ 43″ O     | Äthiopien | Höchste Staumauer Afrikas                     |
| Burdana-Damm                            | 2017      | Setit        | 14° 15′ 28″ N, 35° 55′ 45″ O     | Sudan     | Zwei miteinander verbundene Dämme             |
| Rumela-Damm                             | 2017      | Atbara       | 14° 14′ 29″ N, 35° 55′ 5″ O      | Sudan     | Zwei miteinander verbundene Dämme             |
| Khashm-el-Girba-Damm                    | 1964      | Atbara       | 14° 55′ 31″ N, 35° 54′ 19″ O     | Sudan     |                                               |
| Merowe-Staudamm                         | 2009      | Nil          | 18° 40′ 8″ N, 32° 3′ 1″ O        | Sudan     |                                               |
| Assuan-Staudamm                         | 1971      | Nil          | 23° 58′ 9,5″ N, 32° 52′ 46,5″ O  | Ägypten   |                                               |
| Assuan-Staumauer                        | 1902      | Nil          | 24° 1′ 59,7″ N, 32° 51′ 58″ O    | Ägypten   | Erhöht 1912 und 1934 + KW                     |
| Esna-Stauwehr                           | 1908      | Nil          | 25° 18′ 26,5″ N, 32° 33′ 28,3″ O | Ägypten   | 1945–1947 umgebaut                            |
| Esna-Damm Electricity Bridge            | 1990      | Nil          | 25° 19′ 3,4″ N, 32° 33′ 20″ O    | Ägypten   |                                               |
| Naga-Hammadi-Wehr                       | 1930      | Nil          | 26° 8′ 12,1″ N, 32° 10′ 9″ O     | Ägypten   |                                               |
| Naga-Hammadi-Staustufe                  | 2008      | Nil          | 26° 9′ 13″ N, 32° 8′ 47″ O       | Ägypten   |                                               |
| Asyut-Stauwehr                          | 1902      | Nil          | 27° 12′ 7,6″ N, 31° 11′ 21,4″ O  | Ägypten   | 1938 umgebaut                                 |
| Delta Barrages                          | 1862      | Rosetta-Arm  | 30° 11′ 4″ N, 31° 7′ 0″ O        | Ägypten   | 1898 nach Sanierungen fertig                  |
| Muhammad Ali Barrages                   | 1938      | Rosetta Arm  | 30° 11′ 20″ N, 31° 6′ 34″ O      | Ägypten   |                                               |
| Edfina-Stauwehr                         | 1951      | Rosetta-Arm  | 31° 18′ 20,6″ N, 30° 31′ 7,4″ O  | Ägypten   |                                               |
| Delta Barrages                          | 1862      | Damietta-Arm | 30° 11′ 35″ N, 31° 7′ 43″ O      | Ägypten   | 1898 nach Sanierungen fertig                  |
| Muhammad Ali Barrages                   | 1938      | Damietta-Arm | 30° 11′ 42″ N, 31° 7′ 37″ O      | Ägypten   |                                               |
| Zifta-Stauwehr                          | 1903      | Damietta-Arm | 30° 44′ 37,5″ N, 31° 14′ 26,1″ O | Ägypten   | 1949–1953 umgebaut                            |
| Damietta-Damm                           | 1989      | Damietta-Arm | 31° 24′ 33,9″ N, 31° 47′ 10″ O   | Ägypten   |                                               |